# Promotion et défense des étudiants
Promotion et Défense des Étudiants (PDE) est une ancienne fédération étudiante française, créée en 1994 par trois associations nationales mono-disciplinaires venant du réseau de la FAGE. 
Reconnue comme organisation étudiante représentative selon les critères de la Loi Jospin, PDE siège au CNESER à partir de 1994, et au CNOUS entre 1998 et 2015. L’organisation est dissoute en août 2018 sur décision de ses fédérations membres.

## Histoire

### Création
En 1994, la tension entre fédérations monodisciplinaires et pluridisciplinaires qui traverse la Fédération des associations générales étudiantes (FAGE) conduit plusieurs organisations à quitter l'organisation. Ainsi l’Association nationale des étudiants en pharmacie de France (ANEPF), la Fédération nationale des étudiants en sciences exactes, naturelles et techniques (FNEB) et l’Union nationale des étudiants en droit, AES, gestion, sciences économiques et politiques (UNEDESEP) présentent aux élections étudiantes de 1994 une liste au Conseil National de l'Enseignement Supérieur et de la Recherche (CNESER) intitulée « Promotion & Défense des Étudiants », et créent l'association PDE en août 1994. 
Cette création résulte de la volonté d'associations monodisciplinaires, alors fédérées au sein de l'association Défense Des Étudiants (DDE), d'être représentées dans les instances nationales au travers d'une structure ne rassemblant que les unions monodisciplinaires, jugeant que les problématiques de formations ne peuvent être menées que par les filières concernées et non par des fédérations de Ville.
En réaction la FAGE propose alors aux autres monodisciplinaires d'adhérer en faisant évoluer ses statuts qui jusqu'alors ne fédéraient que les associations locales étudiantes.

### Évolution
En 1997, PDE tente un rapprochement avec la FAGE. Après de nombreuses discussions, la FAGE refuse d'abandonner son mode de fonctionnement démocratique, associant fédérations d'associations locales et de filières, et rejette la proposition de PDE quant à la création d'une structure dénommée UNAME (Union Nationale des monodisciplinaires étudiantes).
En 2017, l'organisation effectue un recours devant le Conseil d'Etat pour annuler la circulaire autorisant le tirage au sort pour trier les candidats voulant intégrer une licence. Le Conseil d'Etat rejette le référé en juin 2017, estimant que la condition d'urgence n'est pas satisfaite, avant de finalement donner gain de cause à l'association en décembre 2017.

### Mise en veille et dissolution
En 2017, PDE ne présente pas de liste aux élections et disparaît définitivement du CNESER. Les associations monodisciplinaires qui composaient PDE (FNEB, BNEI, UNEDESEP, FENEPSY) participent cependant à la constitution de la liste Parole Étudiante. Cette dernière regroupe, outre le réseau PDE, des candidats issus de l’UNEF, de la FAGE et de structures locales indépendantes.
Le 12 août 2018, PDE annonce sa « mise en veille », estimant que l’association « ne permet plus de répondre aux besoins des étudiants ».
En 2019, une liste CNESER intitulée Choix indépendant est présentée par l’Association nationale des élus étudiants (ANEE). Elle est soutenue par l’UNEDESEP, le BNEI et la FENEPSY, trois organisations issues de l’ancien réseau PDE. En 2021, cette dernière fait son entrée au CNESER avec un élu. 

En 2022, l’ANEE devient l’Organisation nationale des étudiants (ONDE), elle est alors composée de l'UNEDESEP, la FENEPSY et de NOVA, une association représentatrice des étudiants de Sciences Po. Contrairement à PDE, qui ne rassemblait que des fédérations monodisciplinaires, l'ONDE a pour objectif de fédérer au niveau national des associations locales (régionales), des fédérations monodisciplinaires ainsi que d'autres réseaux et associations indépendantes.

Logo de l'ONDE, depuis 2023.

## Composition
PDE se définit (comme les associations qui la composent) comme apolitique, et indépendante[réf. nécessaire].
Association loi de 1901, elle fédère des unions d'associations étudiantes de filières, dites mono-disciplinaires, regroupant ainsi plusieurs centaines d'associations étudiantes.
Les associations membres, le conseil d'administration et le bureau de PDE sont exclusivement composés d'étudiants régulièrement inscrits dans un établissement d'enseignement supérieur en vue d’obtenir un diplôme (universités, écoles et instituts). Les fonctions des administrateurs et des membres du bureau sont gratuites conformément au respect des statuts de PDE et aux statuts des associations régies par la loi du 1er juillet 1901.
PDE regroupait quatre associations nationales monodisciplinaires :
- le BNEI (Bureau national des élèves ingénieurs) ;
- la FENEPSY (Fédération nationale des étudiants en psychologie) ;
- l'UNEAP (Union nationale des étudiants en architecture et paysage) ;
- l'UNEDESEP (Union nationale des étudiants en droit, AES, gestion, sciences économiques et politiques).

Les associations fondatrices de PDE sont :
- l'ANEPF (Association nationale des étudiants en pharmacie de France) ;
- la FNEB (Fédération nationale des étudiants en biologie) ;
- l'UNEDESEP (Union nationale des étudiants en droit, gestion, sciences économiques et politique et sociales).

Les associations ayant été adhérentes sont :
- la FNEB (Fédération Nationale des Etudiants en Biologie) de 1994 à 2015[7] ;
- l'ANEPF (Association Nationale des Etudiants en Pharmacie de France) de 1994 à 2006 ;
- la FNSIP (Fédération Nationale des Syndicats d'Internes en Pharmacie) membre associé de 2002 à 2006 ;
- l'UNEAES (Union Nationale des Etudiants en AES) de 1998 à 2006 ;
- l'ANEMF (Association Nationale des Etudiants en Médecine de France) de 1996 à 1998 ;
- l'UNEG (Union Nationale des Etudiants en Gestion) de 2003 à 2014.

## Liens avec d'autres organisations
PDE est présent (comme les autres organisations étudiantes nationalement représentatives) dans plusieurs instances nationales afin d'assurer la représentation des étudiants, notamment :
- le CNESER, Conseil National de l'Enseignement Supérieur et de la Recherche, section permanente scientifique[9] ;
- le GRESS, Groupe de Recherche Enseignement Supérieur Santé[10] ;
- l'AFIJ, Association pour Faciliter l'Insertion des Jeunes diplômés, dont PDE est membre fondateur ;
- le FFJ, Forum Français de la Jeunesse ;
- la CCN IUT, Commission Consultative Nationale des IUT ;
- la CTI, Commission des Titres d'Ingénieur ;
- Observatoire de la vie étudiante (OVE)- ;
- la CAJ, Commission Armée Jeunesse-.

## Représentativité
PDE est représenté au sein du CNESER dès 1994 et au sein du conseil d’administration du CNOUS de 1998, à 2015.
En 2000, PDE et la FAGE souhaitent présenter une candidature commune aux élections du CNOUS et créent ainsi le CFAEOUS (Centre de Formation des Élus Associatifs aux Œuvres Universitaires et Scolaires). Les élections sont un échec, le nombre de voix attendu n'est pas là et certaines associations locales ne se reconnaissent pas dans cette structure commune : le discours faisant la promotion d’une unité associative nationale, soutenue par la base locale, est donc démenti par les faits.
Aux élections 2004, PDE dispose de deux élus au CNESER et progresse en nombre de voix au CNOUS tout en gardant un élu.
Lors des élections des représentants étudiants de 2010, PDE atteint un seuil historique de voix obtenues aux élections CNESER (soit +46 %) gagnant un second siège et accédant pour la première fois à la Section Permanente du Cneser. Elle conserve son siège au Conseil d'Administration du CNOUS. Dépassant largement la Cé et le MET, PDE est la 3e organisation étudiante représentative. Elle confirme en 2012 son statut de 3e organisation en conservant ses 2 élus au CNESER et son élu au CNOUS. À la suite de la décision du tribunal administratif, les élections CNESER 2012 sont annulées et PDE perd son second élu lors des nouvelles élections en 2013. En 2015, PDE perd son siège au CNOUS au profit de la FAGE.

### Au CNESER
| Année | Voix | %     | Sièges | Variation     | Rang | Commentaire |
| ----- | ---- | ----- | ------ | ------------- | ---- | --- |
| 1994  | 144  | 11,23 | 1 / 11 |               | 5e   | |
| 1996  | 186  | 11,82 | 1 / 11 |               | 5e   | |
| 1998  | 179  | 11,17 | 1 / 11 | en stagnation | 5e   | Élection annulée en 1999 mais siège conservé. |
| 2000  | 153  | 9,92  | 1 / 11 | en stagnation | 4e   | |
| 2002  | 178  | 10,54 | 1 / 11 | en stagnation | 4e   | |
| 2004  | 268  | 14,20 | 2 / 11 | 1             | 4e   | |
| 2006  | 147  | 7,60  | 1 / 11 | 1             | 5e   | |
| 2008  | 212  | 10,50 | 1 / 11 | en stagnation | 5e   | |
| 2010  | 309  | 15,03 | 2 / 11 | 1             | 3e   | |
| 2012  | 311  | 19,09 | 2 / 11 | en stagnation | 3e   | Scrutin annulé début 2013 |
| 2013  | 209  | 13,13 | 1 / 11 | 1             | 3e   | Nouvelles élections après annulation |
| 2015  | 131  | 9,07  | 1 / 11 | en stagnation | 3e   | |
| 2017  | 217  | 15,1  | 1 / 11 | en stagnation | 3e   | PDE ne présente pas de liste à ces élections. Mais participe à la liste Parole Etudiante (PDE · diss FAGE · diss UNEF · structures locales indépendantes) |

#### Au CNOUS
| Année | Voix | % | Sièges | Variation     | Rang |
| ----- | ---- | - | ------ | ------------- | ---- |
| 1998  | -    |   | 1 / 8  | Nv            | 3e   |
| 2000  | -    |   | 1 / 8  | en stagnation | 3e   |
| 2002  | -    |   | 1 / 8  | en stagnation | 3e   |
| 2004  | -    |   | 1 / 8  | en stagnation | 3e   |
| 2006  | -    |   | 1 / 8  | en stagnation | 3e   |
| 2008  | 30   |   | 1 / 8  | en stagnation | 3e   |
| 2010  | 29   |   | 1 / 8  | en stagnation | 3e   |
| 2013  | 24   |   | 1 / 8  | en stagnation | 3e   |
| 2015  | 16   |   | 0 / 8  | 1             | 4e   |
| 2016  | 17   |   | 0 / 8  | en stagnation | 4e   |

## Historique du logo

Logo de PDE jusqu'en 2009.
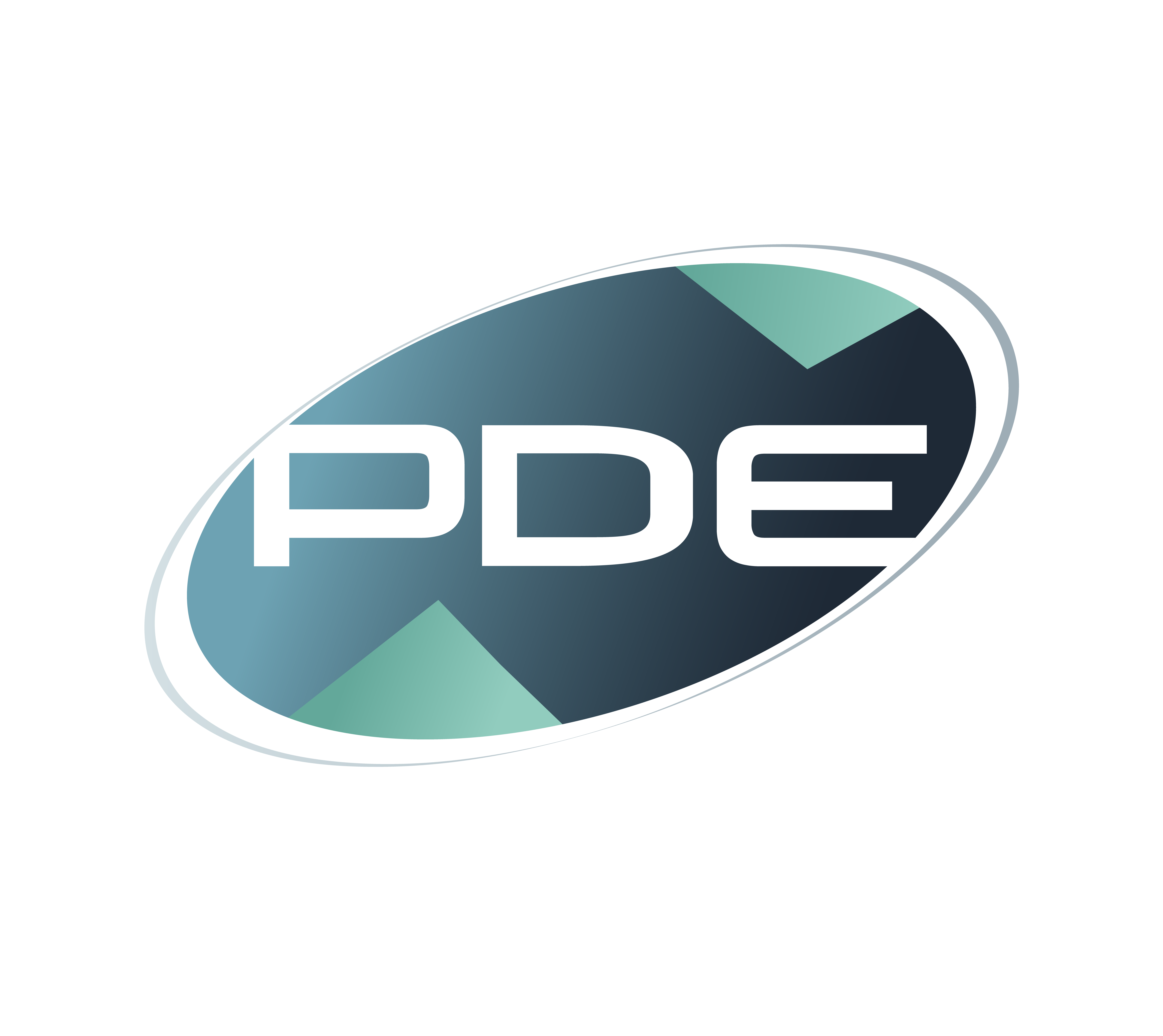
Logo de PDE jusqu'en 2018.